# Kleinpösna

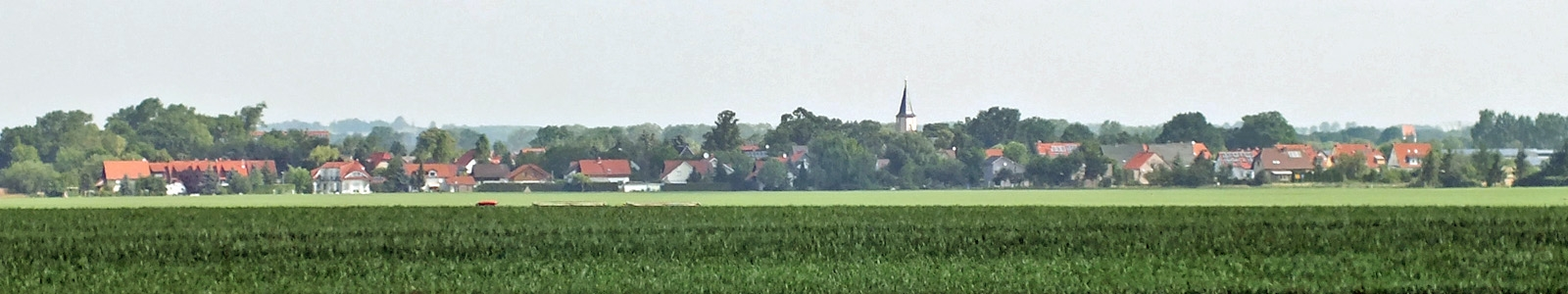
Kleinpösna von Südwesten

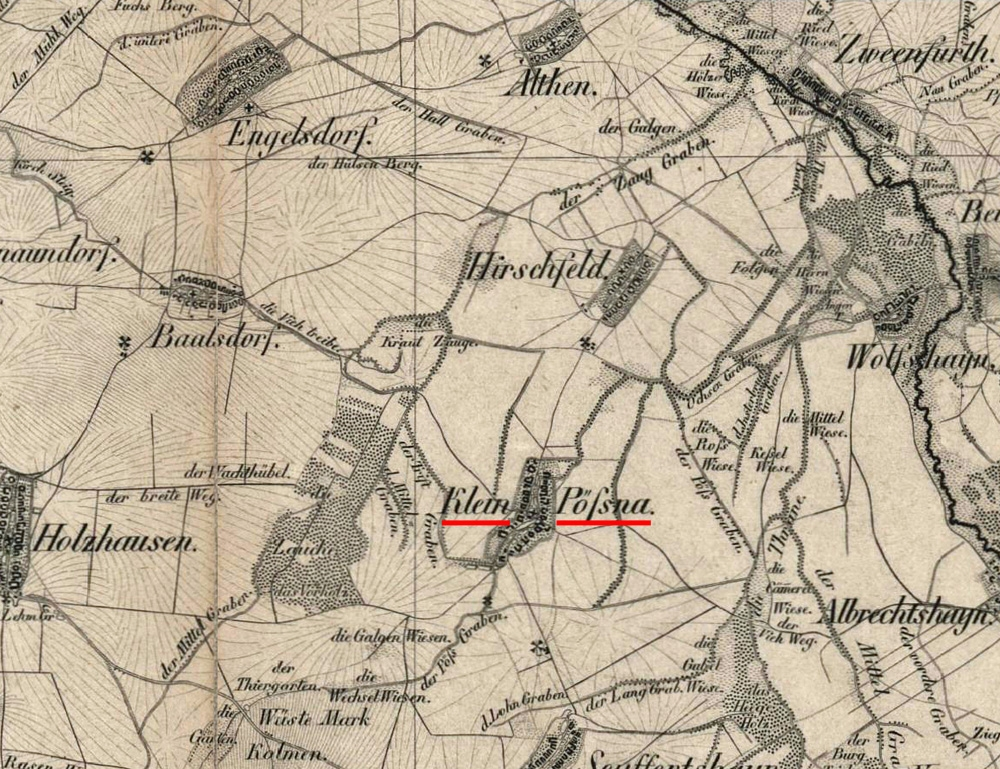
Kleinpösna auf einer Karte von 1850

Kleinpösna ist ein Stadtteil im Stadtbezirk Ost von Leipzig. Er bildet zusammen mit Althen und Hirschfeld den Ortsteil Althen-Kleinpösna.

## Lage
Kleinpösna liegt im Osten Leipzigs etwa 12 Kilometer vom Leipziger Stadtzentrum entfernt. Die umgebenden Orte sind von Norden im Uhrzeigersinn Hirschfeld, Albrechtshain, Seifertshain, Holzhausen, Baalsdorf und Engelsdorf.
Kleinpösna ist dörflich geprägt und bis auf die Ostseite, wo sich aus dem Kiesabbau entstandene Wasserflächen erstrecken, von Feldfluren umgeben. Der alte Ortskern ist ein aus Bauernhöfen gebildetes Straßenangerdorf, dem sich nach Süden um 1900 einige Einzelhäuser anschlossen. Östlich des Ortskerns befinden sich aus der DDR-Zeit große Stallanlagen.
Der Ort wird von Süden nach Norden vom Pösgraben durchflossen.

## Geschichte
Das aus einer altwendischen Siedlung hervorgegangene Dorf wird erstmals 1295 als Pessene im Urkundenbuch des Hochstifts Merseburg genannt. Der Ortsname weist auf die Lage der Siedlung am wasserführenden Pösgraben hin. Als Besitzer der Ortschaft werden im 14. Jahrhundert die Ritter von Bünau und Nickel von Draschwitz genannt. Sie verkauften ihren Grundbesitz 1391 an das Leipziger Augustiner-Chorherrenstift. Nach dessen Säkularisation (1544) schenkte Kurfürst Moritz das Dorf der Universität Leipzig. Kleinpösna gehörte damit zu den sogenannten Universitätsdörfern. Die Bevölkerung musste Zinsleistungen an die Universität erbringen und mit ihren Fuhrwerken Scheitholz aus dem der Universität gehörenden Oberholz nach Leipzig fahren. Kleinpösna erlitt während der Völkerschlacht am 16. Oktober 1813 erhebliche Schäden. Zunächst wurde das Dorf von französischen Truppen besetzt. Anschließend unternahm das Korps unter MacDonald von Kleinpösna aus einen erfolglosen Angriff gegen die in Seifertshain gelegenen österreichischen Truppen. Außerdem führten russische Truppen unter Bennigsen von hier aus einen Angriff gegen Holzhausen.
Die Sächsische Landgemeindeordnung von 1838 eröffnete auch Kleinpösna die Möglichkeit der Unabhängigkeit. 1844 wurden die Leistungen an die Universität eingestellt und 1855 erstmals ein Gemeinderat gewählt. Kleinpösna lag bis 1856 im kursächsischen bzw. königlich-sächsischen Kreisamt Leipzig. Ab 1856 gehörte der Ort zum Gerichtsamt Brandis und ab 1875 zur Amtshauptmannschaft Grimma.

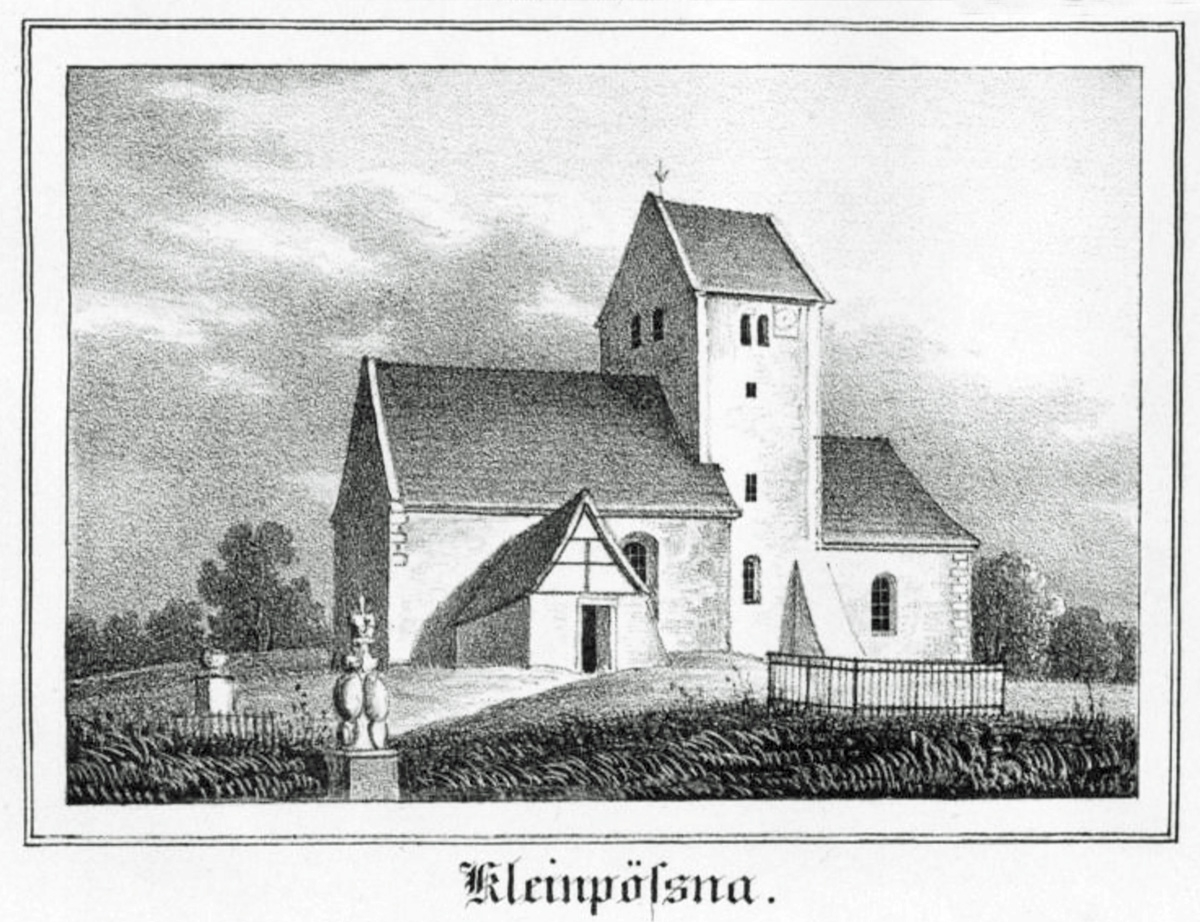
1851 abgerissene Kleinpösnaer Kirche
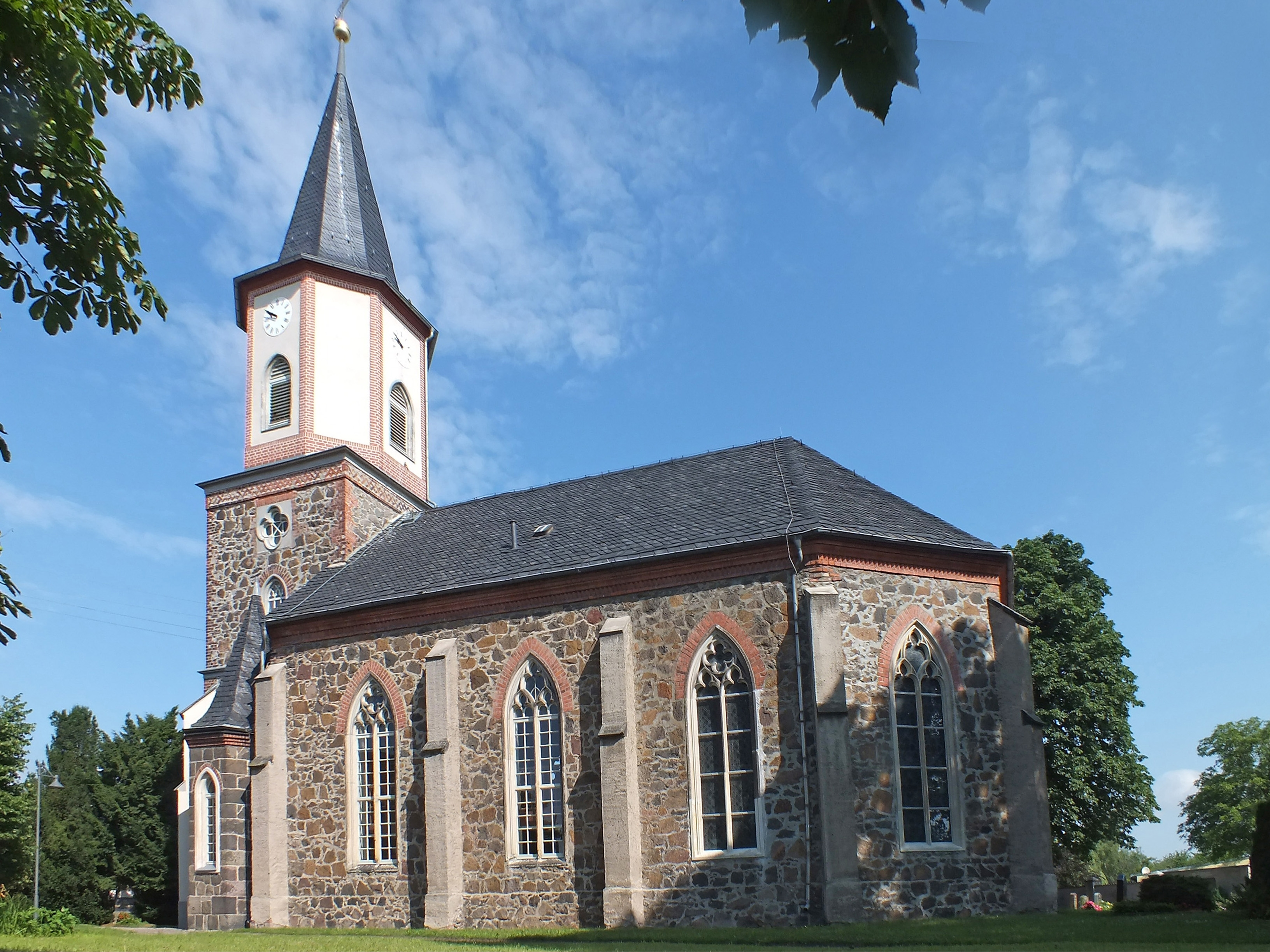
Marienkirche (2012)

Kleinpösna besaß bereits vor 1295 eine Kapelle, die nach dem Dreißigjährigen Krieg erneuert wurde. Die heutige Dorfkirche wurde nach Plänen von Albert Geutebrück im neugotischen Stil erbaut und am 28. November 1852 eingeweiht. Die Weihung als Marienkirche erfolgte 1892. 1893 wurde die Windmühle abgebrochen, Anfang der 1960er Jahre der Dorfteich am Anger verfüllt.
Seit 1877 besaß Kleinpösna eine eigene Schule, die ab 1925 auch von Schülern des benachbarten Hirschfeld besucht wurde. Erst im 20. Jahrhundert wurde Kleinpösna an das Gasnetz (1908), an die Elektroüberlandleitung (1924) und an das Leipziger Wassernetz (1933) angeschlossen.
Der Pösgraben stellte und stellt den Ort mit seinen Hochwässern immer wieder vor Probleme. Nach starken Regenfällen oder plötzlichem Tauwetter trat er häufig über die Ufer und überschwemmte den Ortskern, so geschehen zum Beispiel 1854, 1886, 1924, 1926, 1940, 1942, 1947, 1954, 1982 und 2002. Bereits 1854 erfolgte eine Regulierung des Wasserlaufes innerhalb des Ortes.  Auch Reinigungen des Gewässerlaufs konnten die Hochwassergefährdung nicht beseitigen. Südlich des Ortes wurde ein Flutwehr errichtet, das im Hochwasserfall bei geschlossenem Schütz Wassermengen über den sonst trockenliegenden Kleinpösnaer Umflutgraben in den Zauchgraben ableitet, der sie der Parthe zuführt.
Ab Anfang der 1950er Jahre erfolgte auch in Kleinpösna die schrittweise Kollektivierung der landwirtschaftlichen Betriebe. 1966 wurde die LPG in die Baalsdorfer LPG integriert. Heute existiert in Kleinpösna ein genossenschaftlich organisierter Rinderzuchtbetrieb.
Mit der Wiederaufnahme des im Zweiten Weltkrieg unterbrochenen Autobahnbaus der heutigen Bundesautobahn 14 entstand am nördlichen Ortsrand eine Kiesgrube, deren Betrieb nach 1990 bedeutend intensiviert wurde. Die dadurch entstandenen Wasserflächen sind bereits heute ein beliebtes Naherholungsziel und sollen zukünftig noch stärker für den Tourismus erschlossen werden. An der Dorfstraße liegt die Autobahnanschlussstelle Kleinpösna.
Am 1. Oktober 1973 wurden Kleinpösna und Hirschfeld zusammengeschlossen. Am 1. Januar 1994 wurde Kleinpösna nach Engelsdorf eingemeindet und fiel mit diesem zusammen am 1. Januar 1999 an Leipzig.
Nach 1990 entstanden in Kleinpösna die neuen Eigenheimkomplexe Am Pösgraben, Am Feldrain und Pfaffenweg.

## Bevölkerung
| 1551 | 23 Höfe | 1946 | 357 | 2000 | 1.983 |
| 1764 | 24 Höfe | 1950 | 342 | 2005 | 2.125 |
| 1834 | 167     | 1964 | 269 | 2010 | 2.109 |
| 1871 | 215     | 1990 | 363 | 2015 | 2.146 |
| 1890 | 266     | 1997 | 427 | 2020 | 2.106 |
| 1910 | 295     |      |     | 2024 | 2.194 |
| 1925 | 263     |      |     |      |       |
| 1939 | 267     |      |     |      |       |

## Politik
Bei den Wahlen zum Sächsischen Landtag gehört Kleinpösna zum Wahlkreis Leipzig 2, bei Bundestagswahlen zum Bundestagswahlkreis Leipzig I (Wahlkreis 151).
Die Bundestagswahl 2025 führte bei einer Wahlbeteiligung von 78,8 % zu folgendem Zweitstimmenergebnis:
| Partei    | Althen-Kleinpösna | Stadt Leipzig |
| --------- | ----------------- | ------------- |
| Die Linke | 07,7 %            | 22,5 %        |
| AfD       | 42,5 %            | 21,9 %        |
| CDU       | 24,2 %            | 16,6 %        |
| Grüne     | 03,4 %            | 13,6 %        |
| SPD       | 06,8 %            | 10,7 %        |
| BSW       | 08,2 %            | 07,4 %        |
| FDP       | 03,2 %            | 03,2 %        |
| Sonstige  | 03,9 %            | 04,3 %        |

## Sehenswürdigkeiten
- Marienkirche, 1852 im neugotischen Stil errichtet

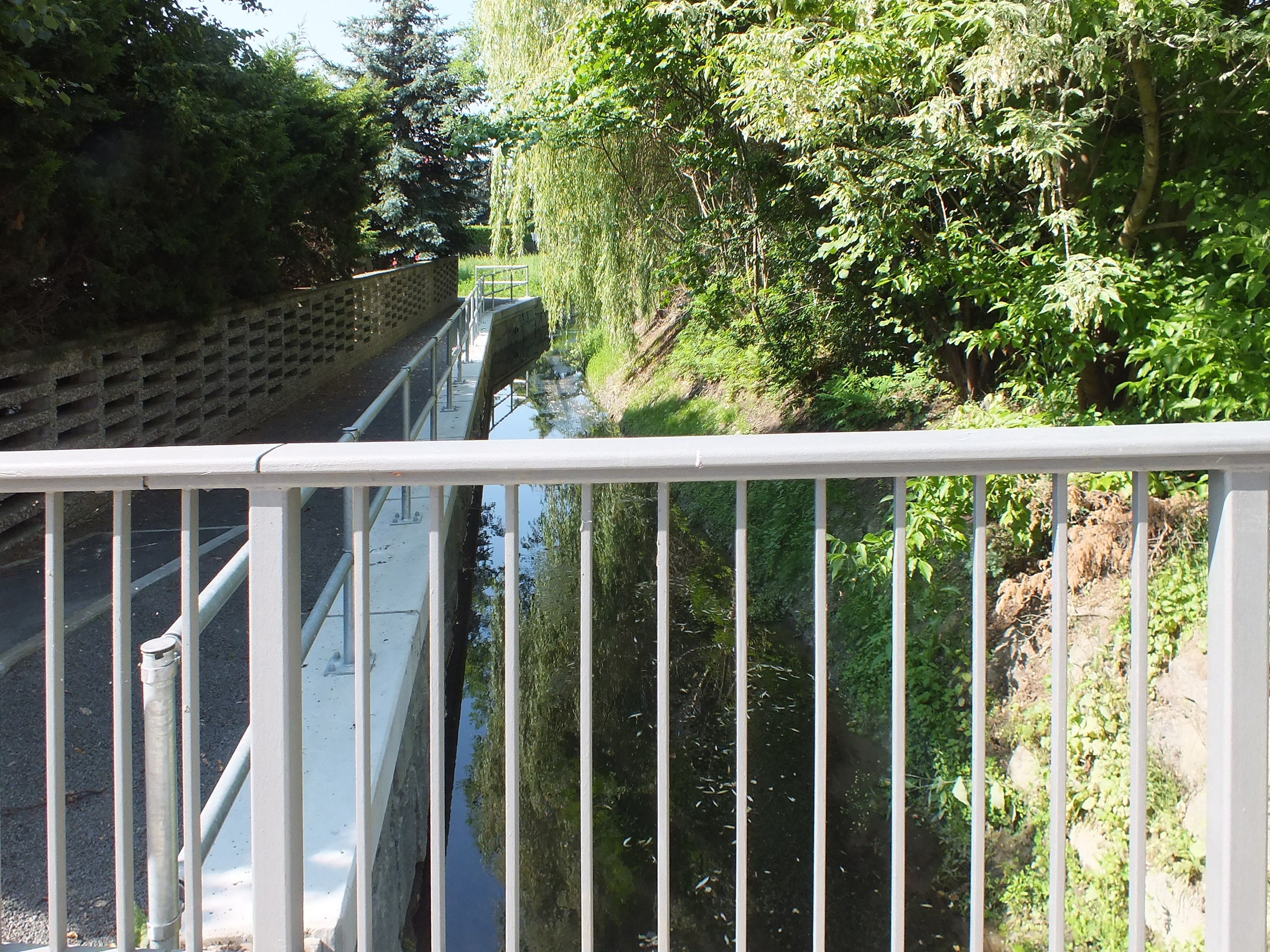
Pösgraben
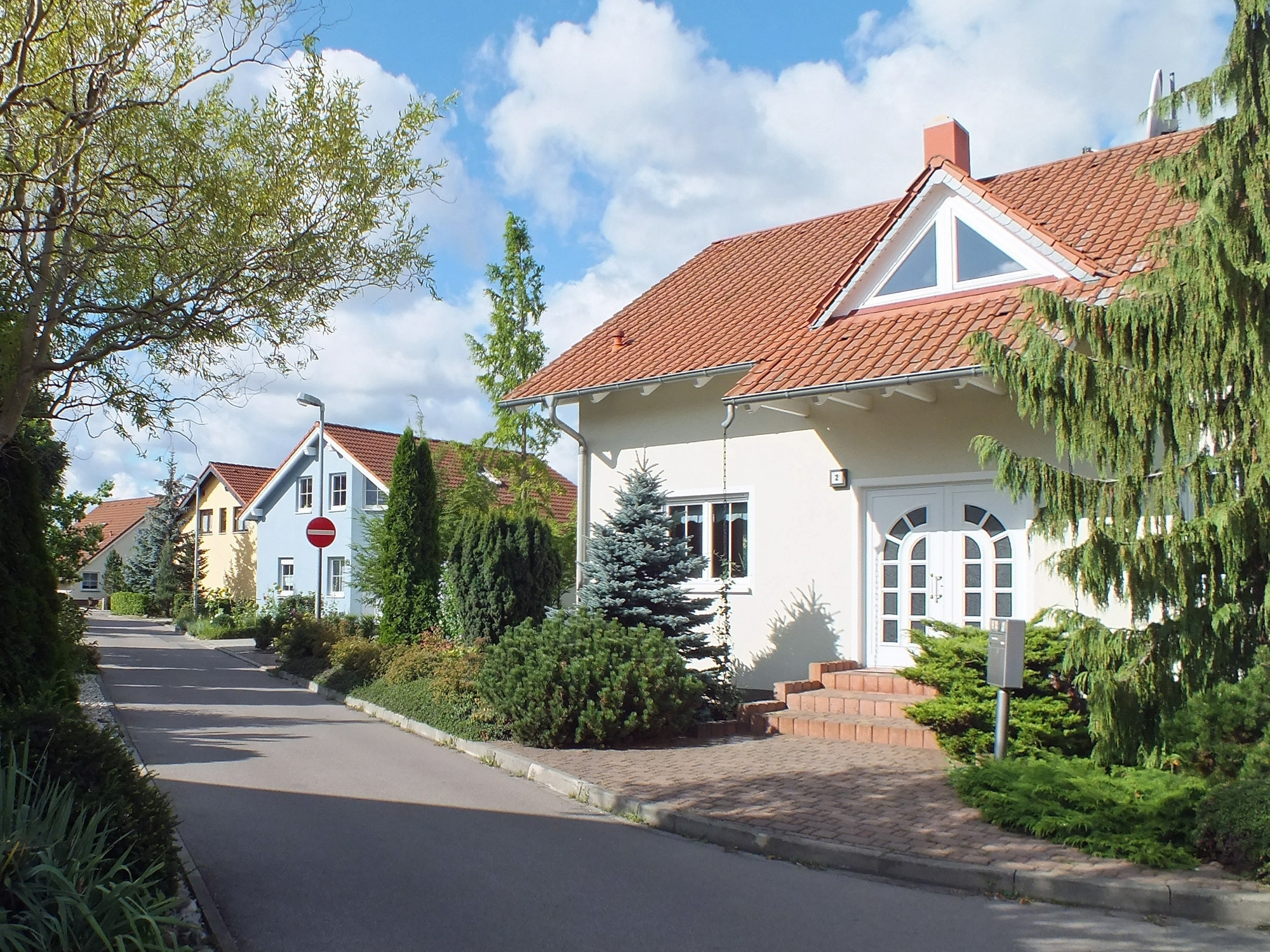
Siedlung Am Pösgraben
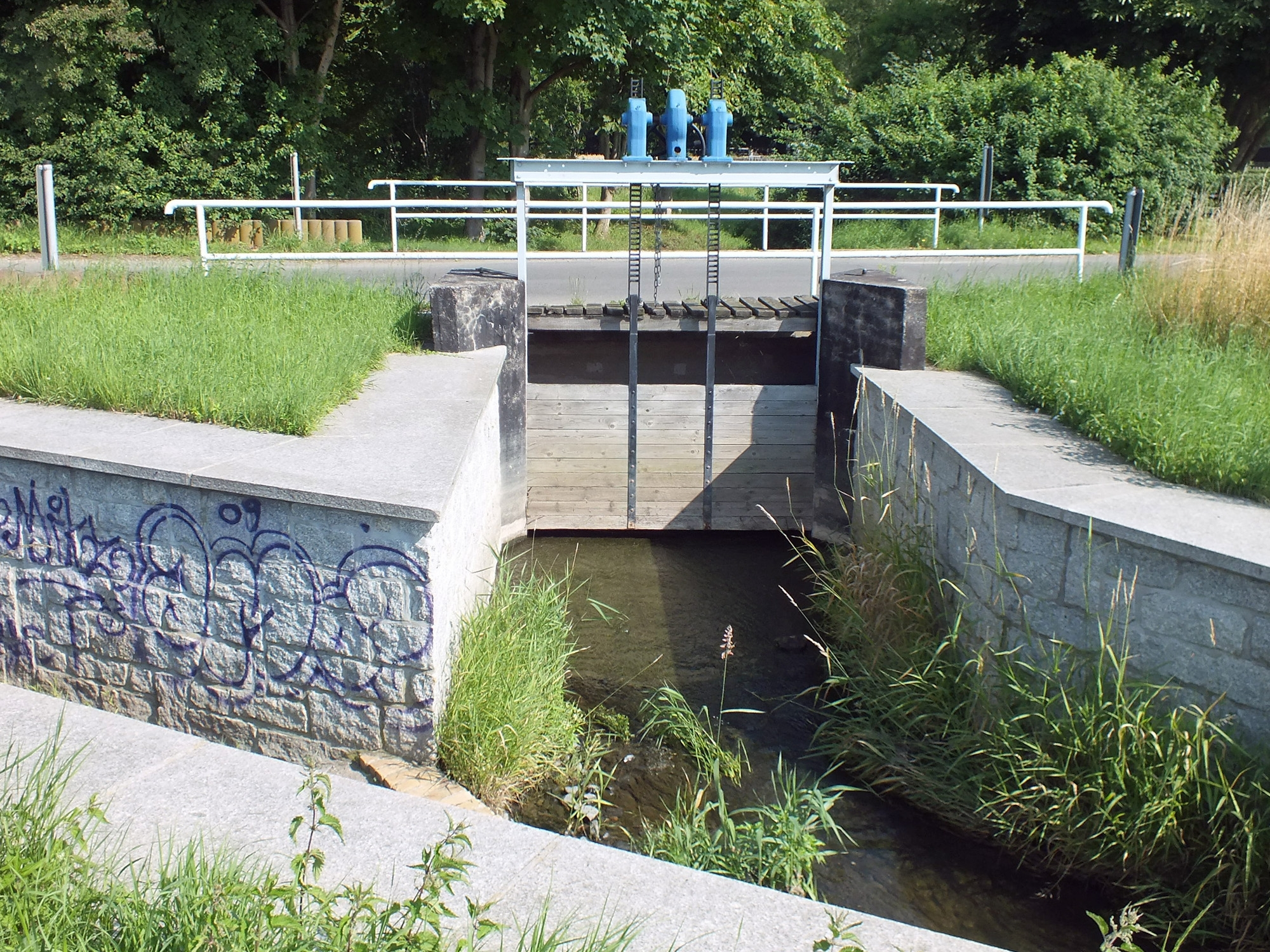
Hochwasserschütz am Pösgraben
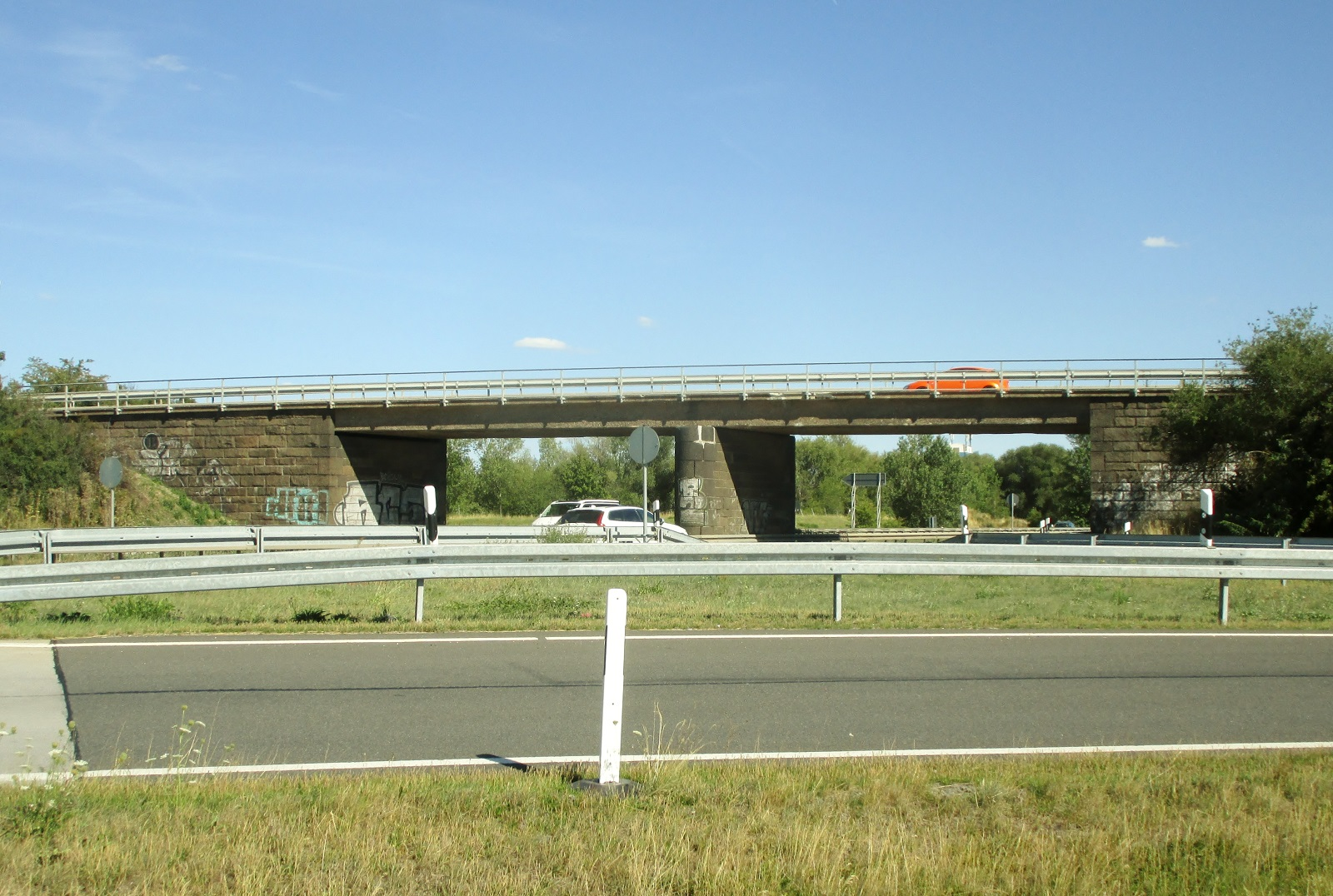
Autobahnanschlussstelle Kleinpösna (BAB 14)

## Verkehr
500 Meter nördlich des Ortseingangs befindet sich die Auffahrt Kleinpösna der Autobahn A14. Über die Linie 73 der LVB hat Kleinpösna stündliche Busverbindung in die Leipziger Innenstadt.